# ناحیه بلندون، میشیگان
ناحیه بلندون (به انگلیسی: Blendon Township) یک منطقهٔ مسکونی در ایالات متحده آمریکا است که در شهرستان اتاوا، میشیگان واقع شده‌است.
 ناحیه بلندون ۹۴٫۶ کیلومتر مربع مساحت و ۵٬۷۷۲ نفر جمعیت دارد و ۱۹۶ متر بالاتر از سطح دریا واقع شده‌است.